# 1701 au théâtre
| Années du théâtre : 1698 - 1699 - 1700 - 1701 - 1702 - 1703 - 1704    |
| Décennies du théâtre : 1670 - 1680 - 1690 - 1700 - 1710 - 1720 - 1730 |

## Événements
- 19 mars : clôture de la saison théâtrale à Paris.
- 4 avril : ouverture de la nouvelle saison théâtrale à Paris.

## Pièces de théâtre publiées
- The Czar of Muscovy, tragédie anonyme, Londres, B. Bernard Lintott (parfois attribuée à Mary Pix)[1].

## Pièces de théâtre représentées
- 4 février : première de The Unhappy Penitent, tragédie de Catharine Trotter, Théâtre de Drury Lane, Londres.
- 4 juin : Les Trois Gascons, comédie avec divertissements d'Antoine Houdar de La Motte et Nicolas Boindin, musique de Giuseppe Maria Cambini et Nicolas Racot de Grandval, Comédie-Française, Paris.
- novembre : Antiochus the Great, tragédie de Jane Wiseman (en), théâtre de Lincoln's Inn Fields, Londres.
- décembre : Ésope à la cour, comédie d’Edme Boursault[2].
- Le Double Veuvage de Charles Dufresny.
- Les Valets de chambre nouvellistes de Claude-Ferdinand Guillemay du Chesnay, dit Rosidor fils.

## Naissances
- 17 janvier : Antoine Gautier de Montdorge, dramaturge et librettiste d'opéra français, mort le 24 octobre 1768.
- 8 février : Pierre de Morand, auteur dramatique français, mort le 2 août 1757.
- 20 octobre : Jean-Baptiste de La Noue, acteur et dramaturge français, mort le 13 novembre 1760.

## Décès
- 15 février : Urbain Chevreau, écrivain et dramaturge français, né le 20 avril 1613.
- 4 avril : Joseph Haines, comédien, chanteur, danseur et dramaturge anglais.
- 27 juillet : Thomas Asselijn, poète et dramaturge néerlandais, né vers 1620.
- 20 août : Charles Sedley, homme politique anglais, poète et dramaturge, né en mars 1639.
- 22 août : Charles Chevillet, dit Champmeslé, acteur et dramaturge français, né le 20 octobre 1642.
- 25 août : Catherine Raisin, dite Mademoiselle de Villiers, actrice française, sociétaire de la Comédie-Française en 1696, née le 12 avril 1649.
- 15 septembre : Edme Boursault, dramaturge français, né le 6 octobre 1638.